# حكومة وصفي التل الثانية
حكومة وصفي التل الثانية هي الحكومة الخامسة والأربعون من حكومات المملكة الأردنية الهاشمية. شكّل وصفي التل الحكومة في 2 ديسيمبر 1962، بتكليف من ملك الأردن الحسين بن طلال. وقد حلّت الحكومة في 27 مارس 1963. ولم يتم اجراء اي تعديل حكومي عليها

## الحكومة
| التسلسل | الاسم                            | المهام الوزارية                                  |
| ------- | -------------------------------- | ------------------------------------------------ |
| 1       | دولة السيد وصفي مصطفى وهبي التل  | رئيسا للوزراء ووزيرا للدفاع                      |
| 2       | السيد عبدالقادر الصالح           | وزير انشاء وتعمير ووزير دولة لشؤون رئاسة الوزراء |
| 3       | سماحة الشيخ ابراهيم القطان       | وزير للشؤون الاجتماعية والعمل وقاضيا للقضاة      |
| 4       | الدكتور حازم زكي عبدالرحيم نسيبه | وزير للخارجية                                    |
| 5       | السيد داؤود ابوغزاله             | وزير للمواصلات                                   |
| 6       | السيد عزالدين المفتي             | وزير للمالية والجمارك                            |
| 7       | السيد محمد اسماعيل               | وزير للاشغال العامة                              |
| 8       | السيد عبدالوهاب المجالي          | وزير تربية وتعليم ووزير دولة لشؤون رئاسة الوزراء |
| 9       | السيد حنا خلف                    | وزير للعدلية                                     |
| 10      | السيد كمال الدجاني               | وزير للداخلية والشؤون البلدية والقروية           |
| 11      | الدكتور صبحي امين عمرو           | وزير للصحة                                       |
| 12      | الدكتور خليل السالم              | وزير اقتصاد وطني ووزير دولة لشؤون رئاسة الوزراء  |
| 13      | دولة الدكتور قاسم الريماوي       | وزير للزراعة                                     |

## وصلات خارجية
- موقع رئاسة الوزراء